# Hero (canción de Skillet)
«Hero» es el primer sencillo del álbum Awake de la banda de rock cristiana Skillet y es la primera pista del álbum. La canción habla la necesidad del hombre por un héroe, que hace referencia a ser Jesucristo. Es el cuarto sencillo de Skillet en ser lanzado en un medio físico. El sencillo vendió 12 000 copias en su primera semana.
Musicalmente, "Hero" es principalmente una canción de rock alternativo cristiano con toda una melodía pura de teclado electrónico y una melodía de la guitarra líder y elementos de rock electrónico.

## Promoción
Fue utilizado en una promoción en NBC para la NFL Kickoff 2009, partido entre los Pittsburgh Steelers y los Arizona Cardinals, así como en el partido entre los Cincinnati Bengals y New York Jets y los juegos de sábado NFL Wild Card, con la revancha entre los Bengals y los Jets, así como la revancha de la semana 17 entre los Philadelphia Eagles y  Dallas Cowboys. "Hero" también se utilizó para una de las 2 canciones oficiales de WWE Royal Rumble 2010, así como se presentó en su videojuego de lucha WWE SmackDown vs. Raw 2010. También ha sido utilizado en el evento WWE Tribute to the Troops 2009, y la película de la 20th Century Fox, Percy Jackson y el ladrón del rayo.